# タンマサート・スタジアム
タンマサート・ランシット・スタジアム（英: Thammasat Rangsit Stadium）は、タイ王国のパトゥムターニー県にある多目的競技場である。タンマサート大学のランシット・キャンパスに位置している。

## 概要
収容人数は25,000人。主にサッカーの試合に用いられ、タイ・プレミアリーグに所属するポリス・ユナイテッドがホームスタジアムとして利用している。
2013年シーズンは、2013年タイ反政府デモの影響でバンコクのスパチャラサイ国立競技場が使用できなくなったため、タイFAカップとタイ・リーグカップの決勝戦、トヨタプレミアカップがタンマサート・スタジアムで開催された、